# Nacida ayer (película de 1950)
Nacida ayer (título original en inglés: Born Yesterday) es una película estadounidense de 1950 del género comedia romántica dirigido por George Cukor protagonizado por Judy Holliday, William Holden, Broderick Crawford y Howard St. John en los papeles principales. El guion se basa en una obra teatral de Garson Kanin. La película fue producida y lanzada por Columbia Pictures.
La película cuenta la historia de una joven sin educación, Billie Dawn (interpretada por Holliday en una actuación ganadora del Premio Oscar) y un magnate de chatarrería grosero, viejo y rico, Harry Brock (Crawford) que viene a Washington para intentar "comprar" a un congresista. Cuando Billie lo avergüenza socialmente, Brock contrata al periodista Paul Verrall (Holden) para educarla. En el proceso, Billie descubre cuán corrupto es Harry y finalmente se enamora de Paul.
En 2012, la Biblioteca del Congreso de los Estados Unidos consideró que Nacida ayer fue "cultural, histórica o estéticamente significativa" y fue seleccionada para su preservación en el National Film Registry.

## Argumento
Harry Brock (Broderick Crawford), un rudo millonario, viaja a Washington D. C. junto con su amante Emma Billie Dawn (Judy Holliday) y su corrupto abogado Jim Devery (Howard St. John). El objeto del viaje es ‘’influir’’ sobre un par de políticos. El abogado también está interesado en que su empleador y su pareja se casen, para de esta manera impedir que ella pueda testificar en contra de su marido.
Harry está disconforme con los modales y la falta de educación de Emma Billie, a pesar de que él mismo lo hace peor; y decide contratar al periodista Paul Verrall (William Holden) para que se encargue de educarla. Emma Billie aprende rápidamente las nuevas enseñanzas y comienza a mostrar su inteligencia. El periodista se fascina con ella y ambos comienzan a enamorarse.
Sin enterarse de lo que está pasando, el abogado convence a Harry de traspasar sus fondos a Emma Billie, con el fin de eludir y ocultarlos de una fiscalización gubernamental. Llegado el momento, Harry requiere su dinero de vuelta, pero se enfrenta a una independizada Emma Billie y ambos entran en conflicto. Ella y Paul Verrall deciden liberarse de la dominación de Harry, negociando la devolución del dinero poco a poco, a medida que Harry los vaya dejando en paz. Harry acepta, y Emma Billie y Paul se casan.

## Reparto

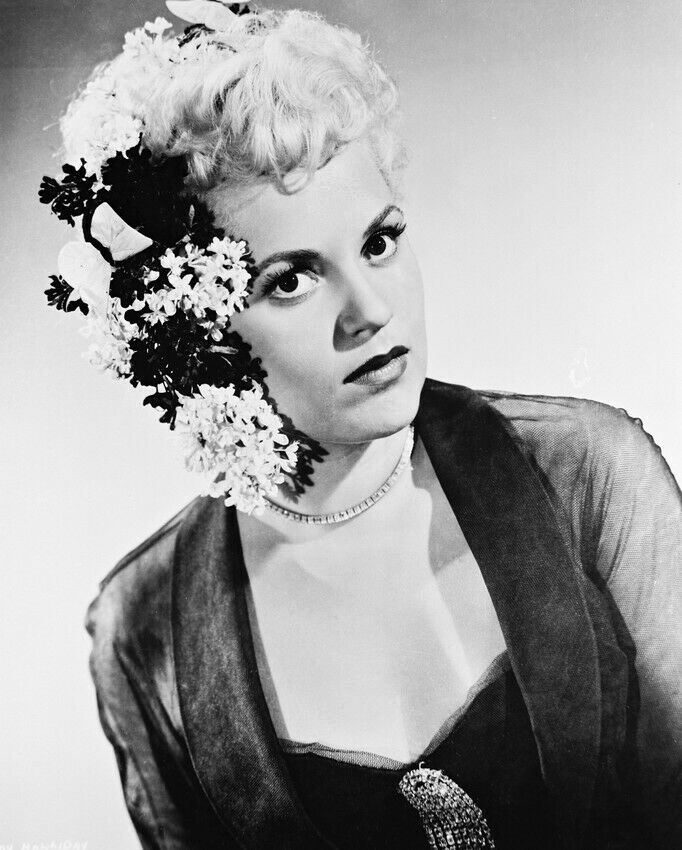
La actriz Judy Holliday, protagonista de la película en la cual su actuación le mereció un Premio Oscar a la Mejor Actriz y otros galardones.

- Judy Holliday como Emma "Billie" Dawn
- Broderick Crawford como Harry Brock
- William Holden como Paul Verrall
- Howard St. John como Jim Devery
- Frank Otto como Eddie, sirviente de Harry
- Larry Oliver como el congresista Norval Hedges
- Barbara Brown como Mrs. Anna Hedges
- Grandon Rhodes como Sanborn, asistente del hotel
- Claire Carleton como Helen la criada

## Producción

### Casting
Según una noticia de Hollywood Reporter, Holliday inicialmente se negó a repetir su popular papel de Broadway para la película. En septiembre de 1947, se informó que Rita Hayworth estaba en línea para el papel, pero a fines de abril de 1949 se informó que Gloria Grahame debía ser prestada de RKO para el liderazgo y que Jean Arthur y Lana Turner también habían sido considerados para la parte. Una noticia del Hollywood Reporter del 16 de octubre de 1947 declaró que Columbia estaba negociando con Paul Douglas para repetir su papel en Broadway.
Según fuentes modernas, Kanin convenció a Cohn para que eligiera a Holliday escribiendo primero con su esposa, Ruth Gordon, una parte de la película de 1949 de MGM Adam's Rib, especialmente para ella. La actuación de Holliday en la película obtuvo su aclamación crítica y convenció a Cohn de sus habilidades cómicas. Larry Oliver y Frank Otto también repitieron sus papeles en Broadway. Un artículo del 20 de septiembre de 1950 en Los Ángeles Daily News informó que antes de que comenzara la filmación, el elenco perfeccionó su momento cómico durante seis actuaciones frente a audiencias en vivo de empleados del estudio.

### Vestuario
En la producción teatral, el personaje de Holliday, Billie Dawn, usó solo cinco trajes, pero en la película, el diseñador de vestuario Jean Louis diseñó trece creaciones elaboradas. Cukor le pidió a Louis que "caracterizase" la ropa, con ropa obviamente cara y adornada al principio, cuando Billie es tonta y egocéntrica. Sin embargo, a medida que adquiere cultura, su vestuario se vuelve más simple y más elegante.

## Estreno
Al estreno de Hollywood de Nacida ayer asistieron muchas celebridades y la película recibió un aplauso entusiasta. Jan Sterling y Paul Douglas , que habían interpretado los dos papeles principales en el escenario, asistieron al estreno. 

## Otros créditos
- Diseño de producción: Harry Horner
- Asistente de dirección: Earl Bellamy
- Sonido: Jack A. Goodrich
- Sonido: Western Electric Sound System
- Color: Blanco y negro
- Decorados: William Kiernan
- Diseño de vestuario: Jean Louis
- Maquillaje: Clay Campbell (maquillaje) y Helen Hunt (peluquería)

## Recepción de la crítica
En una crítica publicada el día después del estreno de la película, Bosley Crowther de The New York Times escribió: "Justo a tiempo para hacerse evidente como una de las mejores imágenes de este año que se desvanece es la versión en pantalla de Columbia de la obra teatral" Born Ayer '... Sobre la base de esta aparición, no hay duda de que Miss Holliday saltará a la popularidad como una estrella de cine estadounidense ".
Variety declaró: "Columbia tiene una prometedora oferta de taquilla en su versión en pantalla de la exitosa obra de Broadway, 'Born Yesterday'. La brillante y mordaz comedia de la pieza legítima de Garson Kanin se adapta fácilmente al cine y hay indicios de que el público clave de la ciudad le dará una buena entrada ".
Richard L. Coe de The Washington Post lo calificó como "una comedia aún más cautivadora de lo que era en el escenario, y Judy Holliday es aún más divertida ... Es una de las pocas que me gustaría ver dos veces".

## Premios
- Judy Holliday ganó el Óscar a la mejor actriz. Además, Judy Holliday ganó el Globo de Oro en la categoría de musical o comedia.

- La película obtuvo 4 nominaciones al premio Óscar:

- Mejor película
- Mejor director: George Cukor. Cukor también optó al León de Oro en el Festival Internacional de Cine de Venecia pero tampoco se hizo con él.
- Mejor guion:Albert Mannheimer. Mannheimer también optó al mejor guion de comedia en los premios WGA del Gremio de Escritores de América.
- Mejor vestuario en película en blanco y negro: Jean Louis.